# Mikio Sató
Mikio Sató (jap. 佐藤 幹夫 Sató Mikio) (18. duben 1928 – 9. ledna 2023) byl japonský matematik. Byl zakladatelem odvětví algebraické analýzy, zabývá se i různými oblastmi algebry, tak parciálními diferenciálními rovnicemi, resp. Fourierovou analýzou. Byl nositelem Wolfovy ceny za matematiku (2002/3).